# 駅弁特急
『駅弁特急』（えきべんとっきゅう）は、井上いちろうによる日本の漫画作品。駅弁をテーマにした料理・グルメ漫画兼鉄道漫画兼紀行漫画。
『別冊漫画ゴラク』増刊『食漫』（日本文芸社）において、2009年5月号から2010年4月号まで連載された。作者と同名の主人公が鉄道旅行をしながら駅弁を紹介していく。

## 登場人物
井上 いちろう（いのうえ いちろう）
作者で主人公。鉄道好きということから、鉄道アンソロジー雑誌などに漫画の執筆をしている。
本篇では、（取材という形で）駅弁と特急列車の旅を楽しむ。

## 書誌情報
- 井上いちろう 『駅弁特急』 日本文芸社〈ニチブン・コミックス〉、既刊1巻
  1. 2010年6月28日発売 ISBN 978-4-537-12610-5